# Tales from the Twilight World
Tales from the Twilight World es el tercer disco del grupo alemán de power metal Blind Guardian. El disco está compuesto de 10 canciones y salió a la venta en 1990 (aunque existió una versión posterior en CD a manos de Virgin, que se publicó en 1991). Destacan los temas «Welcome to Dying», «Lost in the Twilight Hall» y «Lord of the Rings».
Es considerado el comienzo del sonido característico de la banda y fue el primer disco de Blind Guardian con portada de Andreas Marschall.

## Formación
- Hansi Kürsch: Voz y bajo
- André Olbrich: Guitarra y coros
- Marcus Siepen: Guitarra y coros
- Thomas "Thomen" Stauch: Batería

## Lista de canciones
| N.º   | Título                               | Escritor(es)                 | Duración |  |
| 1.    | «Traveler in Time»                   | Olbrich/Kürsch               | 5:59     |  |
| 2.    | «Welcome to Dying»                   | Olbrich/Kürsch               | 4:47     |  |
| 3.    | «Weird Dreams»                       | Olbrich                      | 1:19     |  |
| 4.    | «Lord of the Rings»                  | Siepen/Kürsch                | 3:14     |  |
| 5.    | «Goodbye My Friend»                  | Olbrich/Kürsch/Stauch        | 5:33     |  |
| 6.    | «Lost in the Twilight Hall»          | Siepen/Olbrich/Stauch/Kürsch | 5:58     |  |
| 7.    | «Tommyknockers»                      | Olbrich/Kürsch               | 5:09     |  |
| 8.    | «Altair 4»                           | Olbrich/Kürsch               | 2:26     |  |
| 9.    | «The Last Candle»                    | Olbrich/Kürsch               | 5:59     |  |
| 10.   | «Run for the Night» (bonus, en vivo) |                              | 3:39     |  |
| 40:45 |                                      |                              |          |  |